# Ernst Serrander
Ernst Serrander, född 11 juni 1883 i Gävle, död där 24 augusti 1941, var en svensk friidrottare (medeldistanslöpning).
Inom landet tävlade Serrander för IFK Gävle. Vid OS i Athen 1906 deltog han på 800 meter men blev utslagen i försöken.